# Be hamin sadegi
Be hamin sadegi é um filme de drama produzido no Irã, dirigido por Reza Mirkarimi e lançado em 2008.